# Saloon

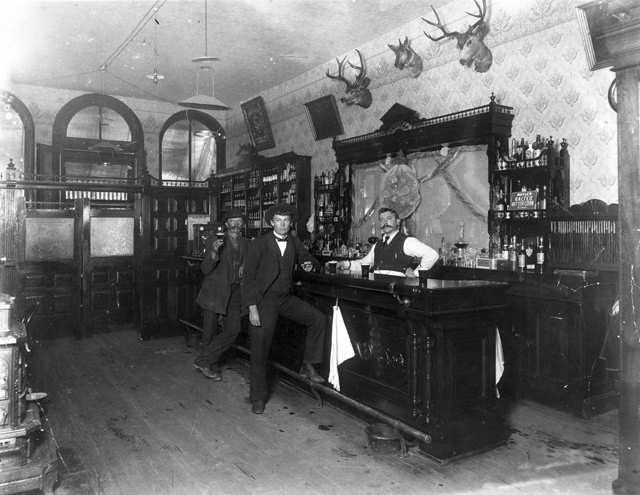
Interior d'un saloon a Colorado, 1897.

Un saloon era un bar típic del Far West, als Estats Units, durant el segle xix. El primer saloon conegut fou creat el 1822, a Brown's Hole (Wyoming). La porta d'entrada dels saloons, molt original, era de fusta (com tot l'edifici) i s'obria en tots dos sentits.
La imatge dels saloons que donen els westerns no es correspon amb la realitat històrica, ja que, en general, eren locals força petits. Només alguns dels més importants tenien un hotel i sovint oferien espectacles, amb un pianista, ballarines de cancan, cantants, etc. Però en la majoria no hi havia més entreteniments que jocs de cartes, com ara el pòquer, que era molt popular.
Molts saloons es fabricaven el seu propi whisky. De vegades era de graduació molt alta i fàcilment inflamable, motiu pel qual els indis, que solien tenir prohibida l'entrada al local, l'anomenaven firewater (aigua de foc).
Els clients solien ser tots homes de raça blanca, que treballaven com caçadors, cowboys, miners, etc.
Alguns d'aquests establiments estaven oberts dia i nit, i tots els dies de la setmana.